# مویرا دانبار
ایزوبل مویرا دانبار FRSC OC (۳ فوریه ۱۹۱۸ – ۲۲ نوامبر ۱۹۹۹) یک یخ‌شناس اسکاتلندی-کانادایی و پژوهشگر یخ دریایی در قطب شمال بود.

## زندگی شخصی
دانبار در سال ۱۹۱۸ در ادینبرا، اسکاتلند به دنیا آمد. او در استورنووی، استرات‌پفر و کیل‌مارناک بزرگ شد و در مدرسه دخترانه کرانلی تحصیل کرد. پدرش، ویلیام جان دانبار، یک کلانتر محبوب و مدافع کانون وکلای اسکاتلند بود. برادرش، مکسول، یک زیست‌شناس دریایی بود که به عنوان عضو FRSC و OC نیز شناخته شد. دانبار همچنین یک خواهر به نام الیزابت جنکینز (نام خانوادگی سابق دانبار) داشت.
پس از مهاجرت به کانادا و یافتن شغل در دولت فدرال، دانبار در سال ۱۹۵۸ به عنوان زبان‌شناس در زبان روسی گواهی دریافت کرد. او همچنین به زبان‌های آلمانی و فرانسوی مسلط بود. در سال ۱۹۶۴، او با یک تیم دولتی به روسیه رفت تا عملیات شکستن یخ آن‌ها را مشاهده کند.
دانبار در سال ۱۹۷۸ به عنوان مدیر بخش علوم زمین بازنشسته شد. پس از بازنشستگی، دانبار بیشتر وقت خود را در خانه روستایی خود در دون‌روبین، انتاریو گذراند.
دانبار در تاریخ ۲۲ نوامبر ۱۹۹۹ در نپیان، انتاریو، در سن ۸۱ سالگی درگذشت. او زمین‌هایی که در لیماوادی، شهرستان لندوندری، مالک آن بود را به بنیاد ملکه واگذار کرد.

## تحصیلات و زندگی پیش از حرفه
دانبار تحصیلات خود را در مدرسه دخترانه کرانلی در ادینبرا، اسکاتلند، آغاز کرد و از پایه اول تا دوازدهم در این مدرسه تحصیل کرد. او بعدها برای تحصیل جغرافیا در کالج سنت آن در دانشگاه آکسفورد پذیرفته شد و در سال ۱۹۳۹ مدرک لیسانس هنر (افتخاری) خود را در جغرافیا دریافت کرد. دانبار سپس در سال ۱۹۴۸ مدرک کارشناسی ارشد خود را در رشته جغرافیا به پایان رساند.
هنگام تحصیل در دانشگاه آکسفورد، دانبار با گروه تئاتر دانشگاه آکسفورد اجرا داشت. پس از فارغ‌التحصیلی، دانبار در صنعت تئاتر کار کرد، و در طول جنگ جهانی دوم در برنامه‌های نمایشی برای ارتش بریتانیا شرکت کرد. او سپس با گروه تئاتر انگلیسی به عنوان بازیگر و مدیر صحنه در سراسر بریتانیا سفر کرد. دانبار بعدها اظهار داشت که او «به‌عنوان بازیگر جوان بی‌تجربه کاملاً بی‌امید بود» و او را «به‌عنوان شخصیت جوان» می‌شناختند.

## حرفه
دانبار در سال ۱۹۴۷ با ویزای بازدیدکننده به کانادا سفر کرد و متوجه شد که دولت کانادا به جغرافی‌دانان آموزش‌دیده نیاز دارد. او به دفتر مشترک اطلاعات پیوست و حرفه خود را با ویرایش کتابی دربارهٔ توصیف‌ها و عکس‌های مناطق قطبی و یخ‌های دریایی آغاز کرد که توسط دو ناوبر نیروی هوایی سلطنتی کانادا، کیث گریناوی و سیدنی ای. کولتورپ به‌دست‌آمده بود.
مطالعات دانبار از ۱٬۰۴۶٬۰۰۰ کیلومتر مربع (۴۰۴٬۰۰۰ مایل مربع) از مناطق قطبی که در سال ۱۹۴۷ توسط RCAF نقشه‌برداری شده بود، به همراه ۲٬۳۵۹٬۰۰۰ کیلومتر مربع (۹۱۱٬۰۰۰ مایل مربع) که در سال بعدی نقشه‌برداری شد، به نقشه‌های کانادا ۱۳٬۰۰۰ کیلومتر مربع (۵٬۰۰۰ مایل مربع) زمین اضافه کرد و تنها ۱۵ درصد از منطقه تحت قلمرو شمالی کانادا در عرض جغرافیایی بالاتر از ۷۵ درجه باقی‌مانده بود که هنوز از هوا نقشه‌برداری نشده بود.
در سال ۱۹۵۲، دانبار به هیئت تحقیقات دفاعی در سمت افسر علمی بخش تحقیقات قطب شمال پیوست. او در یخ‌های دریایی و ناوبری در آب‌های یخ‌زده قطب شمال تخصص داشت. در سال ۱۹۵۴، او برای پیوستن به گروه دانشمندان در یک کشتی‌شکن یخ نیروی دریایی سلطنتی کانادا که به قطب شمال سفر می‌کرد، درخواست داد، اما درخواست او رد شد، زیرا در آن زمان زنان اجازه نداشتند در کشتی‌های نیروی دریایی سلطنتی حضور داشته باشند.
علیرغم شایستگی‌های گسترده دانبار، او با تبعیض جنسیتی مواجه شد و در ابتدا نمی‌توانست در مأموریت‌های هوایی و دریایی که عموماً مختص مردان بود، شرکت کند. او همچنان درخواست‌های خود را ادامه داد تا در نهایت در سال ۱۹۵۵ اجازه یافت به یک کشتی‌شکن یخ با اداره حمل و نقل کانادا بپیوندد. او در تعداد زیادی از کشتی‌های شکستن یخ خدمت کرد و ۵۶۰ ساعت را در هواپیماهای نیروی هوایی سلطنتی کانادا صرف مطالعه تشکیل یخ در قطب شمال گذراند.
در طول حضور در کشتی‌های شکستن یخ، او از رادار جانبی برای شناسایی هوایی استفاده کرد و چگونگی حرکت یخ‌ها را با فرایند عکس‌برداری از یخ‌ها در زمان‌های مختلف روز و سال بررسی کرد. تحلیل او از شرایط یخ و اندازه‌گیری تصاویر مختلف به او این امکان را داد تا موقعیت یخ‌ها را در زمان‌های مختلف سال تعیین کند.